# مالكوم مكمان
مالكوم مكمان (بالإنجليزية: Malcolm Patrick McMahon)‏ هو كاهن كاثوليكي بريطاني، ولد في 14 يونيو 1949 في لندن في المملكة المتحدة.